# Referendum w Wielkiej Brytanii (1975)
Referendum w Wielkiej Brytanii (1975) – referendum rozpisane przez rząd Wielkiej Brytanii i Irlandii Północnej, w którym zapytano obywateli o członkostwo w Europejskiej Wspólnocie Gospodarczej. W wyniku referendum, które odbyło się 5 czerwca 1975, Wielka Brytania pozostała członkiem Europejskiej Wspólnoty Gospodarczej.

## Historia

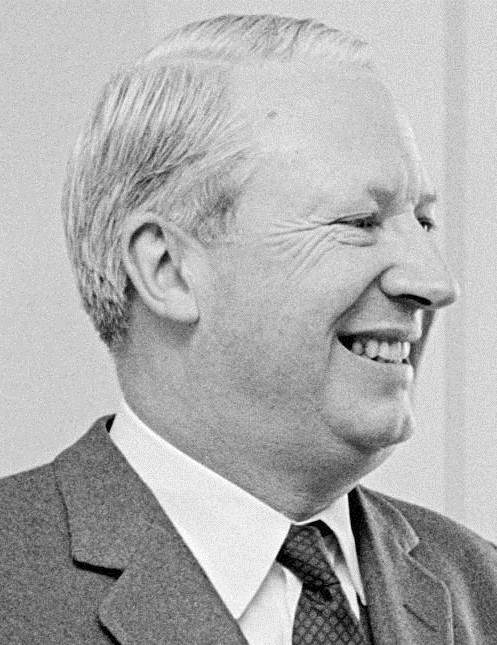
Edward Heath wprowadził Wielką Brytanię do EWG

Wielka Brytania nie była krajem założycielskim EWG, preferując handel ze Stanami Zjednoczonymi zwłaszcza po kryzysie sueskim w roku 1956. Pierwszą i drugą (1967) aplikację do EWG zawetował prezydent Francji Charles de Gaulle, obawiając się osłabienia pozycji własnego kraju i zwiększenia pozycji USA w Europie. Po dymisji de Gaulla, trzeci wniosek zakończył się sukcesem i Wielka Brytania przystąpiła do EWG w 1 stycznia 1973, wprowadzona przez konserwatywny rząd Edwarda Heatha. Heath po dojściu do władzy w 1970 obiecywał społeczeństwu brytyjskiemu zmiany i akcesja do EWG była ich naturalną konsekwencją
Referendum zaproponowane przez następcę z Partii Pracy, Harolda Wilsona miało na celu renegocjację warunków uczestnictwa Wielkiej Brytanii we Wspólnocie. Bezpośrednią przyczyną był podział w Partii Pracy wywołany faktem członkostwa Wielkiej Brytanii w EWG i silną opozycją wewnątrzpartyjną. Referendum miało dać okazję do zażegnania konfliktu i niedopuszczenia do rozbicia partii. Programy wyborcze Partii Pracy z lutego i października zapowiadały renegocjację warunków uczestnictwa i referendum.
Powody sceptycyzmu wobec uczestnictwa w EWG były następujące:
- obawa przed utratą suwerenności państwa
- złożoność struktur EWG
- nadmierny wpływ innych krajów na sprawy wewnętrzne Wielkiej Brytanii
- możliwe bezrobocie z uwagi na łatwy dostęp do dóbr produkowanych w innych krajach EWG
- możliwość zostania płatnikiem netto
- konsekwencje udziału w unii monetarnej
- wspólna polityka rolna

Po akcesji Wielkiej Brytanii do EWG nastąpił kryzys paliwowy 1973 i znaczny wzrost cen paliw na światowych rynkach. Wyhamował również eksport dóbr brytyjskich do krajów Wspólnoty. Samo referendum zostało odebrane jako kontrowersyjne; nowo wybrana przewodnicząca Partii Konserwatywnej Margaret Thatcher oceniła je „narzędziem dyktatorów i demagogów”. Z drugiej strony Tony Benn utrzymywał, że jest ono nową wizją demokracji ludu.

## Referendum

Logo zwolenników pozostania w EWG

Rząd brytyjski opublikował 16-stronicową broszurę z wydrukowanym na okładce mottem: Her Majesty’s Government have decided to recommend to the British people to vote for staying in the Community. (Rząd Jej Królewskiej Mości zdecydował się zalecić Brytyjczykom głosowanie za pozostaniem we Wspólnocie). Broszura zawierała również objaśnienie istoty referendum, sposobu głosowania, czym jest wspólny rynek, a także konsekwencje głosowania na „tak” lub na „nie”. Zdaniem rządu wyjście z EWG miało spowodować marginalizacją brytyjskich inwestycji, konieczność renegocjowania umów handlowych, wzrost inflacji i bezrobocia. Kampania referendalna była burzliwa, choć zdaniem obserwatorów źle rozegrana przez przeciwników członkostwa, którzy nie mogli zaprezentować wspólnego frontu i byli ze sobą skonfliktowani. Grupa wsparcia zebrała 2 miliony funtów, podczas gdy przeciwnicy jedynie 8 000 funtów. Wszystkie główne gazety popierały pozostanie w EWG, poza The Spectator i komunistyczną Morning Star.
Referendum ogłoszono 7 stycznia 1975, a debata w parlamencie na jego temat odbyła się w marcu. Referendum odbyło się 5 czerwca 1975. Frekwencja w referendum wyniosła 64%, ponad 67% głosujących wybrało pozostanie w EWG. W 2015 tę decyzję Brytyjczyków oceniono jako najważniejszą dla Wielkiej Brytanii w erze powojennej.